# 曾經瘋狂
《曾經瘋狂 Chen 52》簡稱《曾經瘋狂》，是2016年時由臺灣搖滾樂團滅火器樂團為「台灣巨砲」陳金鋒即將退休，「滅火器樂團」作曲做詞向陳金鋒致敬。
滅火器為Lamigo桃猿陳金鋒所寫〈曾經瘋狂 Chen 52〉，先前在9月推出的版本點閱率超過160萬，如今再上傳陳金鋒引退賽當天精華，賺人熱淚。

## 曲目[4]
| 曲目 | 歌名     | 英文曲名 | 演唱者     | 作詞   | 作曲   | 編曲   | 製作人 | 時長 |
| 1    | 曾經瘋狂 | Chen 52  | 滅火器樂團 | 楊大正 | 楊大正 | 楊大正 | 楊大正 | 5:21 |